# Fabián de Castro
Fabián de Castro – hiszpański malarz i muzyk, z pochodzenia Rom.
Pochodził z biednej rodziny Romów, jego ojciec zajmował się końmi. Pracował jako górnik, później zaczął zarabiać grając na gitarze. Wyjechał do Paryża gdzie grał w zespole flamenco, później przyłączył się do grupy baletowej i wyjechał do Rosji. Po powrocie do Paryża spotkał Pabla Picassa i zainteresował się malarstwem. Malował początkowo obrazy o tematyce religijnej. Zachęcony sukcesami swoich prac otworzył  własną pracownię w Paryżu, gdzie jego obrazy stały się popularne wśród paryskiej i londyńskiej arystokracji.